# Ptychocoleus fuscescens
Ptychocoleus fuscescens là một loài Rêu trong họ Lejeuneaceae. Loài này được (Gola) Stephani miêu tả khoa học đầu tiên năm 1912.